# Sèkèrè
Sèkèrè ist eine Stadt und ein Arrondissement im Departement Borgou im westafrikanischen Staat Benin. Es ist eine Verwaltungseinheit, die der Gerichtsbarkeit der Kommune Sinendé untersteht.

## Demografie und Verwaltung
Gemäß der Volkszählung 2013 des beninischen Statistikamtes INSAE hatte das Arrondissement 23.493 Einwohner, davon waren 11.575 männlich und 11.918 weiblich.
Von den 43 Dörfern und Quartieren der Kommune Sinendé entfallen neun auf Sèkèrè:
1. Kparo
2. Sèkèrè-Maro
3. Sèkèrè-Gando
4. Sèkèrè-Peulh
5. Séko-Kparou
6. Yarra-Bariba
7. Yarra-Gando
8. Yarra-Kouri
9. Yarra-Peulh